# How It's Gotta Be
«Como debe ser» —título original en inglés: «How It's Gotta Be»— es el octavo episodio y final de mitad de la octava temporada de la serie de televisión posapocalíptica, horror The Walking Dead , que salió al aire en el canal AMC el 10 de diciembre de 2017. Fox lo estrenó en España e Hispanoamérica el día 11 del mismo mes, respectivamente. David Leslie Johnson y Angela Kang se encargaron en el guion del episodio, mientras que Michael Satrazemis se encargó en dirigirlo

## Trama
A raíz del ataque al Santuario ocasionado por Daryl (Norman Reedus), Negan (Jeffrey Dean Morgan) vuelve a apelar a Eugene (Josh McDermitt) para sus servicios de ayuda; Eugene sugiere usar sus municiones restantes para eliminar a los caminantes, prometiendo tomar represalias hacia la milicia. Los caminantes son eliminados y Negan comienza a tramar venganza hacia los aliados de Rick (Andrew Lincoln), ordenando a sus tropas dirigirse a Hilltop y El Reino.
Rick es abandonado por Jadis (Pollyanna McIntosh) y sus carroñeros cuando descubren las secuelas del ataque de Daryl y son atacados por soldados salvadores. Rick es rescatado por Carol (Melissa McBride) y Jerry (Cooper Andrews). Los tres deciden separarse para advertir a las comunidades aliadas. Mientras tanto, Eugene ayuda a un enfermo Padre Gabriel (Seth Gilliam) y el Dr. Harlan Carson (R. Keith Harris) en su escape hacía la colonia Hilltop, aunque Eugene teme que Gabriel no pueda hacerlo, al ver su estado de salud.
Aaron (Ross Marquand) y Enid (Katelyn Nacon) deciden tratar de compensar a la comunidad de Oceanside, cuyas armas se tomaron para luchar contra los salvadores, trayendo un camión lleno de alcohol de una cervecería cercana. Esperando fuera de la comunidad por la noche, Aaron es atacado y Enid dispara a su atacante, que resulta ser Natania (Deborah May), la líder de Oceanside. Los dos están rodeados por otras miembros de Oceanside, y la nieta de Natania, Cyndie (Sydney Park) llora por su pérdida.
Simon (Steven Ogg) y un grupo de salvadores capturan a Jerry en ruta hacia la colonia Hilltop y lo usan como rehén para obligar a Maggie (Lauren Cohan) y Jesús (Tom Payne) para dar vuelta un convoy de soldados Hilltop y hacerlo regresar a la comunidad. Simon mata a Neil (Karl Funk) como castigo después de que Maggie acepta. Al regresar a Hilltop, Maggie ejecuta a uno de los salvadores prisioneros, Dean (Adam Fristoe), en represalia, y ordena que se fortalezca el lugar. En otra parte, Gavin (Jayson Warner Smith) lidera a un grupo de salvadores con el objetivo de reunir a todos los residentes del Reino, informándoles que ayudarán a reconstruir el Santuario mientras que los salvadores vivirán en el Reino hasta que se complete la construcción. Ezekiel (Khary Payton), que se había escabullido, crea una distracción que permite a los residentes del Reino escapar a los bosques cercanos. Carol se encuentra con ellos e intenta ayudar a Ezekiel, pero él la saca del Reino para enfrentar a los salvadores él solo. Morgan (Lennie James) observa esto desde una distancia.
Por otro lado, una patrulla formada por Daryl, Michonne, Tara y Rosita le ponen una trampa a un convoy de Salvadores, entre los que se encuentra Dwight, quien presintiendo la trampa guía al convoy a propósito a su destrucción. Todos los Salvadores son asesinados y el mismo Dwight les ayuda en su cometido. Al final, la líder de la patrulla se escapa, hiriendo a Dwight en el brazo. El grupo le permite a regañadientes a Dwight permanecer con ellos y Rosita le ayuda a levantarse. Todos regresan a Alexandria a ayudar a sus amigos.
Mientras tanto, Negan y sus salvadores bombardean la comunidad de Alexandría, destruyen varios hogares, abren la puerta principal e invaden la comunidad, mientras que Carl teje un plan de escape para los alexandrinos y cubre todo el lugar con bombas de humo antes de escapar con los alexandrinos por una alcantarilla. Rick finalmente llega, y se apresura a su casa a buscar a Michonne, Carl y Judith, solo para encontrar a Negan esperando allí. Empiezan una pelea, pero Rick logra escapar y se encuentra con Michonne quien antes logra eliminar a un salvador que intento asesinarla. Ella lo lleva a la alcantarilla para encontrar a todos los demás alexandrinos sanos y salvos gracias al plan de Carl. Rick se sorprende al ver a Dwight el ahora ex Salvador en el grupo y también a Siddiq, el chico al que habían encontrado vagando unos días atrás y que Rick había espantado a tiros. En eso escucha la voz de Carl, su hijo que le explica que fue su decisión aceptarlo en la comunidad. Carl está allí, sentado y se ve en mal estado, entonces sube su camisa y revela a su padre una aparente mordida de caminante en su abdomen. Aturdidos, Rick y Michonne rompen en llanto, y consuelan a Carl, mientras se miran horrorizados cuando la inevitable muerte de Carl se establece.

## Desarrollo
How It's Gotta Be presenta la revelación de que el personaje de Carl Grimes fue aparentemente mordido por un caminante en el sexto episodio, The King, the Widow and Rick. El escritor Scott M. Gimple dijo que por la mordida de Carl, es «un boleto de ida». Aludió al siguiente episodio del programa, tras el descanso de mitad de temporada, que la mordida es «muy importante para la historia de Carl y toda el desenlace se vera en el próximo episodio». La muerte pendiente de Carl se desvía significativamente del libro de cómics, ya que, en el momento de la transmisión, tanto Carl como Rick todavía estaban vivos en el arco publicado del cómic, con Carl teniendo un papel crítico en el Los Susurradores son los que siguen la narrativa de "All Out War". La muerte pendiente de Carl se considera la mayor desviación que la serie de televisión ha hecho desde los cómics hasta la fecha. Chandler Riggs, que interpreta a Carl, explicó que la decisión de matar a Carl no se debía a su propia vida personal (en el tiempo, se tomaba un año sabático antes de ingresar a la universidad), pero una elección hecha por los presentadores para dar cuenta de un espacio en la historia del cómic. En el argumento de la historia «All Out War», la guerra termina con Rick cortando la garganta de Negan, pero luego el tiempo salta dos años más adelante para mostrar que Rick había mantenido vivo a Negan, aunque en prisión. Riggs dijo que Gimple sentía que necesitaban hacer que Carl apareciera como una figura humanitaria en la muerte para dar algo a lo que Rick aspirara, como para superar esta brecha de caracterización en los cómics. El propio Riggs solo se enteró de la muerte del personaje durante el rodaje del sexto episodio de la temporada.

## Recepción

### Recepción crítica
How It's Gotta Be recibió críticas positivas de los críticos. En Rotten Tomatoes, mantiene un 63% con una calificación promedio de 6.07 sobre 10, con base en 24 revisiones.

### Índices de audiencia
El final de mitad de temporada atrajo una audiencia total de 7.89 millones con una calificación de 3.4 en adultos entre 18 y 49 años. Comparado con temporadas anteriores, esta fue la audiencia más baja para un final de mitad de temporada desde el episodio de final de mitad de la segunda temporada episode Pretty Much Dead Already, que atrajo a una audiencia total de 6.62 millones de espectadores.